# Telestes croaticus
A Telestes croaticus a sugarasúszójú halak (Actinopterygii) osztályának pontyalakúak (Cypriniformes) rendjébe, ezen belül a pontyfélék (Cyprinidae) családjába tartozó faj.

## Előfordulása
A Telestes croaticus Dél-Horvátország területén található meg.

## Megjelenése
A hal testhossza általában 8-10 centiméter, de akár 16,5 centiméteres is lehet. 39 csigolyája van.

## Életmódja
Apró rajhal. Tápláléka apró rákok és rovarlárvák.